# Sergei Rachmaninoff
Sergei Vasilievich Rachmaninoff (em russo:  Сергей Васильевич Рахманинов, Semyonovo, 1 de abril de 1873 – Beverly Hills, 28 de março de 1943) foi um compositor, pianista e maestro russo, um dos últimos grandes expoentes do estilo Romântico na música erudita ocidental. "Sergei Rachmaninoff" foi como o próprio compositor gravou o seu nome quando viveu no ocidente, durante a última metade de sua vida. Entretanto, transliterações alternativas de seu nome incluem Sergey ou Sergej, e Rachmaninov, Rachmaninow, Rakhmaninov ou Rakhmaninoff.
Rachmaninoff é tido como um dos pianistas mais influentes do século XX. Seus trejeitos técnicos e rítmicos são excelentes, e suas mãos largas eram capazes de cobrir um intervalo de uma 13ª no teclado (um palmo esticado de cerca de 30 centímetros). Especula-se se ele era ou não portador da Síndrome de Marfan, já que se pode dizer que o tamanho de suas mãos correspondia à sua estatura, algo entre 1,91 e 1,98 m. Ele também possuía a habilidade de executar composições complexas à primeira audição. Muitas gravações foram feitas pela Victor Talking Machine Company, com Rachmaninoff executando composições próprias ou de repertórios populares.
Sua reputação como compositor, por outro lado, tem gerado controvérsia desde sua morte. A edição de 1954 do Grove Dictionary of Music and Musicians notoriamente desprezou sua música como "monótona em textura... consistindo principalmente de melodias artificiais e feias" e previu seu sucesso como "não duradouro". Harold C. Schonberg, em seu livro A Vida dos Grandes Compositores, considerou que a referência "figura entre as mais esnobes e estúpidas jamais encontradas em um livro que supostamente deve ser objetivo". De fato, não apenas os trabalhos de Rachmaninoff tornaram-se parte do repertório padrão, mas sua popularidade tanto entre músicos quanto entre ouvintes vem, no mínimo, crescendo desde a segunda metade do Século XX, com algumas de suas sinfonias e trabalhos orquestrais, canções e músicas de coral sendo reconhecidas como obras-primas ao lado dos trabalhos para piano, mais populares.
Suas composições incluem, dentre várias outras: quatro concertos para piano; a famosa Rapsódia sobre um tema de Paganini; três sinfonias; duas sonatas para piano; três óperas; uma sinfonia para coral (The Bells, ou Os Sinos, baseado no poema de Edgar Allan Poe); vinte e quatro prelúdios (incluindo o famoso Prelúdio em Dó Sustenido Menor); dezessete études; muitas canções, sendo as mais famosas a V molchanyi nochi taynoi (No Silêncio da Noite), Lilacs e a sem-letra Vocalise; e o último de seus trabalhos, as Danças Sinfônicas. A maioria de suas peças é carregada de melancolia, um estilo romântico tardio lembrando Tchaikovsky, embora apareçam fortes influências de Chopin e Liszt. Inspirações posteriores incluem a música de Balakirev, Mussorgsky, Medtner (o qual ele considerou o maior compositor contemporâneo e que, de acordo com o Lives de Schonberg, retornou ao complemento por imitá-lo) e Henselt.

## Biografia

### Início de vida e juventude
Rachmaninov nasceu em Semyonovo, perto de Novgorod, no noroeste da Rússia. Sua família era de origem moldava. Seus pais foram ambos pianistas amadores, e ele teve suas primeiras lições de piano com sua mãe; entretanto, seus pais não notaram nenhum talento extraordinário no jovem. Por causa de problemas financeiros, a família se mudou para São Petersburgo, onde Rachmaninov estudou no Conservatório da cidade antes de ir para Moscou. Lá, ele estudou piano com Nikolai Zverev e Alexander Siloti (que era seu primo e ex-estudante de Liszt). Ele também estudou harmonia com Anton Arensky, e contraponto com Sergei Taneyev. Deve-se observar que, no início, Rachmaninov era considerado preguiçoso, faltando muito às aulas para ir patinar. Foi o rigoroso regime da casa de Zverev (que hospedou vários músicos jovens, como Scriabin) que o disciplinou.
Ainda jovem começou a mostrar grande habilidade em suas composições. Enquanto ainda era estudante, ele escreveu uma ópera de um ato, Aleko (que lhe rendeu uma medalha de ouro em composição), seu primeiro concerto para piano, um conjunto de peças para piano, Morceaux de Fantaisie (Op. 3, 1892), incluindo o popular e famoso Prelúdio em Dó Sustenido Menor. (De acordo com as anotações de Francis Crociata na caixa com 10 CDs de gravações de Rachmaninov da RCA, o compositor ficou confuso com a fascinação do público por essa peça, composta quando ele tinha apenas 19 anos de idade. Ele muitas vezes importunou pessoas da plateia perguntando "Oh, será que precisa?" ou dizendo não se lembrar.) Rachmaninov confidenciou a Zverev seu desejo de compor mais, pedindo uma sala privativa onde ele poderia compor em silêncio, mas Zverev via nele apenas um pianista e estreitou suas relações com o garoto. Após o sucesso de Aleko, entretanto, Zverev o aceitou de volta como compositor e pianista. Na verdade, suas primeiras peças sérias para piano foram compostas e executadas ainda como estudante, aos treze anos, durante sua residência com Zverev. Em 1892, aos 19 anos, completou seu Concerto para Piano No. 1 (Op. 1, 1891), que ele revisou em 1917.

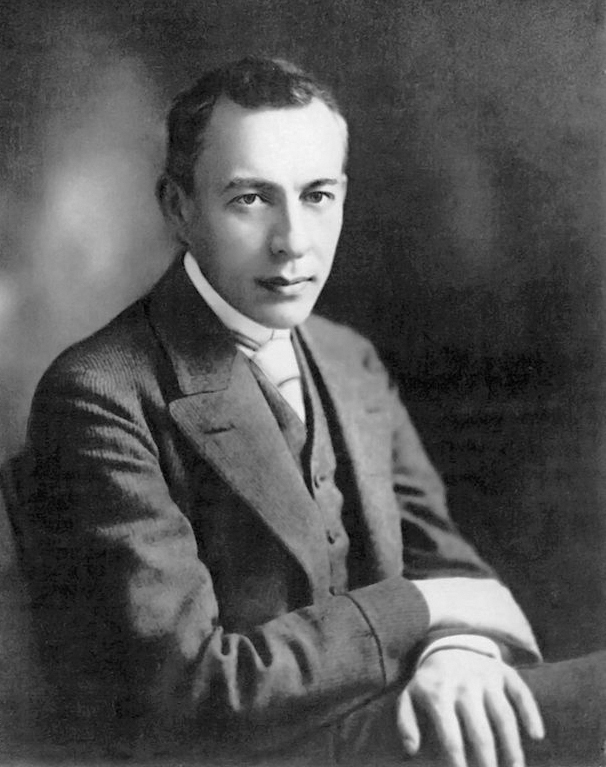
O jovem Rachmaninov

### Primeiras composições
A Sinfonia No. 1 (Op. 13, 1896) estreou em 27 de março de 1897 junto com uma longa série de "Concertos Sinfônicos Russos", mas foi deixado de lado pela crítica. Num comentário pitoresco de César Cui, ela foi comparada à descrição das dez pragas do Egito e sugerido que ela seria admirada pelos "inatos" de um conservatório de música no inferno. (Note-se, César Cui é o único membro do grupo nacionalista de compositores russos conhecido como o Grupo dos Cinco cuja música é raramente executada hoje em dia.) Tais críticas são geralmente atribuídas à inadequação da performance; a condução de Alexander Glazunov é geralmente lembrada como um problema: ele gostou da peça, mas era um maestro fraco e estava faminto na hora da execução. A esposa de Rachmaninov, mais tarde, sugeriu que Glazunov parecia bêbado e, apesar disto nunca ter sido dito por Rachmaninov, este não parecia alterado. A recepção desastrosa, combinada com a preocupação da objeção da Igreja Ortodoxa contra o casamento com sua prima, Natalia Satina, contribuiu para um colapso mental seguido de um período em depressão.
Ele escreveu pouca música nos anos seguintes, até começar um curso de Terapia Auto-Sugestiva com o psicólogo Nikolai Dahl, que coincidentemente havia sido um músico amador; Rachmaninov rapidamente recuperou sua autoconfiança. Um importante resultado dessas sessões foi a composição do Concerto para Piano No. 2 (Op. 18, 1900-01), que foi dedicado ao Dr. Dahl. A peça foi bem recebida em sua estreia, na qual o próprio Rachmaninov foi o solista, e continua sendo até os dias de hoje uma de suas composições mais populares.
O espírito de Rachmaninov se acalmou mais tarde quando, após anos de tentativas, ele finalmente conseguiu permissão para se casar com Natalia. Eles se casaram num subúrbio de Moscou com um padre militar em 29 de abril de 1902, e a união durou até a morte do compositor. Após várias apresentações como maestro, foi oferecido a Rachmaninov o cargo de maestro do Teatro Bolshoi em 1904, embora razões políticas o levaram a se resignar em março de 1906, após o que ele foi para a Itália (em Florença e depois em Marina di Pisa) até julho. Ele passou os três invernos seguintes em Dresden, na Alemanha, trabalhando intensivamente como compositor e retornando à familiar Ivanovka apenas nos verões.

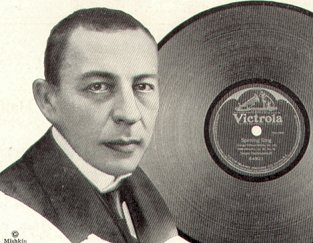
Rachmaninov fez várias gravações

### Emigração para os EUA
Rachmaninoff fez suas primeiras apresentações nos Estados Unidos como pianista em 1909, um evento para o qual ele compôs o Concerto para Piano Nº 3 (Op. 30, 1909). Estas apresentações bem-sucedidas fizeram dele uma figura popular na América.
Após a Revolução Russa de 1917, que significou o fim da velha Rússia, Rachmaninoff junto com sua esposa e duas filhas deixou San Petersburgo e foi para Estocolmo em 22 de dezembro de 1917. Eles nunca retornariam para casa novamente. Rachmaninoff então se estabeleceu na Dinamarca e passou um ano fazendo concertos pela Escandinávia. Ele saiu de Oslo (então Kristiania) para Nova Iorque em 1 de novembro de 1918, o que marcou o início do período americano da vida do compositor. Após a partida de Rachmaninoff, sua música foi banida na União Soviética por muitos anos. Sua produção musical diminuiu, em parte porque ele teve que passar parte de seu tempo com sua família, mas principalmente por causa da saudade de sua terra natal; ele sentiu que deixar a Rússia foi como deixar para trás sua inspiração.
O declínio nas composições de Rachmaninoff foi dramático. Entre 1892 e 1917 (vivendo principalmente na Rússia), ele escreveu trinta e nove composições com números opus. Entre 1918 e sua morte em 1943, enquanto vivia nos Estados Unidos, ele completou apenas seis.
Instalando-se nos Estados Unidos, Rachmaninoff começou a fazer gravações para Thomas Edison em 1919, usando um piano vertical o qual o inventor admitiu ser de qualidade inferior; entretanto, os discos renderam fama ao compositor. No ano seguinte ele assinou um contrato exclusivo com a Victor Talking Machine Company e continuou a fazer gravações com a Victor até fevereiro de 1942.
Em 1931, junto com outros exilados russos, ele ajudou a fundar uma escola de música em Paris que posteriormente ganharia seu nome, o Conservatoire Rachmaninoff. Sua Rapsódia Sobre um Tema de Paganini, um de seus trabalhos mais conhecidos hoje em dia, foi escrito na Suíça em 1934. Ele voltou a compor na Sinfonia No. 3 (Op. 44, 1935-36) e as Danças Sinfônicas (Op. 45, 1940), seu último trabalho completo. Eugene Ormandy e Philadelphia Orchestra estrearam as Danças Sinfônicas em 1941 na Academy of Music. Rachmaninoff caiu doente durante uma turnê de concertos em 1942, e foi subsequentemente diagnosticado com um melanoma maligno.
Rachmaninoff e sua esposa tornaram-se cidadãos americanos em 1 de fevereiro de 1943. Seu último recital, em 17 de fevereiro de 1943 no Alumni Gymnasium da Universidade de Tennessee em Knoxville, profeticamente tocando a Sonata No. 2 em Si Bemol Menor de Chopin, que contém a famosa marcha fúnebre. Uma estátua comemorativa do último concerto de Rachmaninov existe no Parque de World's Fair, em Knoxville.
À medida que Rachmaninoff teve cada vez mais certeza de que não voltaria mais à sua terra natal, ele foi sendo tomado pela melancolia. Muitas pessoas que chegaram a conhecê-lo somente nesta época o descreveram como o homem mais triste que eles já haviam visto. Numa entrevista em 1961, o maestro Ormandy declarou:
Rachmaninoff foi, na realidade, duas pessoas. Ele odiava sua própria música e estava geralmente infeliz ao executá-la ou conduzi-la para o público, então é este lado triste que o público conhece. Entretanto, entre seus amigos mais próximos, ele tinha um senso de humor muito bom e tinha um bom espírito.— Eugene Ormandy

### Morte
Rachmaninov morreu em 28 de março de 1943, em Beverly Hills, na Califórnia, apenas alguns dias antes de seu 70º aniversário, e foi enterrado em 1 de junho no cemitério de Kensico, em Valhalla. Nas horas finais de sua vida, ele insistia que podia ouvir música tocando em algum lugar por perto. Após ser repetidamente assegurado de que não era o caso, ele declarou: "então a música está na minha cabeça".

## Características artísticas

### Composições
Rachmaninoff escreveu cinco trabalhos para piano e orquestra: quatro concertos e a Rapsódia Sobre um Tema de Paganini. Dos concertos, o Segundo e o Terceiro são os mais populares, e são considerados do mais alto nível dos concertos para piano do Romantismo. O Terceiro é largamente considerado um dos concertos para piano mais difíceis do mundo, sendo assim favorito entre muitos pianistas virtuosos, embora o próprio Rachmaninoff tenha dito que sentia o Terceiro "fluir mais facilmente nos dedos" do que o Segundo. As performances definitivas do Terceiro foram executadas por Vladimir Horowitz, e o próprio compositor elogiou o domínio com o qual Horowitz executava a peça – "ele a engoliu inteira!", observou Rachmaninoff.
Trabalhos para piano solo incluem os Prelúdios Opp. 23 e 32 que, junto com o Prelúdio em Dó Sustenido Menor, Op. 3 No. 2, de Morceaux de Fantaisie, percorrem todos os 24 tons maiores e menores. Os Études-Tableaux são particularmente difíceis. Há também o Moments Musicaux, Op. 16, a Variações Sobre um Tema de Chopin, Op. 22, e a Variações Sobre um Tema de Corelli, Op. 42. Ele escreveu duas sonatas para piano, sendo estes dois trabalhos monumentais e perfeitos exemplos do gênero pós-romântico. Rachmaninoff também compôs trabalhos para dois pianos e quatro mãos, incluindo duas suítes (a primeira subtitulada Fantasie-Tableaux), uma versão das Danças Sinfônicas, Op. 45, e a Rapsódia Russa, Op. posth.
Rachmaninoff escreveu três sinfonias, das quais a Primeira, em ré menor, foi uma catástrofe. Ele rasgou a partitura e durante muitos anos acreditou-se que ela estava perdida; entretanto, após a sua morte, as partes orquestrais foram encontradas no Conservatório de Leningrado e a partitura foi reconstruída, tendo sua segunda performance (e estreia americana) em 19 de março de 1948, em um concerto totalmente dedicado a Rachmaninoff, marcando o quinto aniversário de morte do compositor. A Segunda e a Terceira sinfonias são ambas consideradas dois de seus maiores trabalhos. Outros trabalhos orquestrais incluem A Pedra, Capriccio on Gypsy Themes, The Isle of the Dead (A Ilha dos Mortos) e as Danças Sinfônicas.
Rachmaninoff escreveu duas grandes peças para coral a capella: Liturgy of St John Chrysostom e All-Night Vigil (também conhecido como Vespers). Os Sinos, uma peça para coral e orquestra, é baseado no poema traduzido de Edgar Allan Poe; sua fluência de quatro movimentos significa o ciclo da vida: juventude, casamento, maturidade e morte. All-Night Vigil e Os Sinos são amplamente admirados. O próprio Rachmaninoff os considerava favoritos dentre seus trabalhos.
Sua música de câmara inclui dois trios de piano, chamados Trio Elégiaque, e uma sonata para violoncelo. Em sua música de câmara, o piano é percebido por alguns como dominante entre os instrumentos.
Ele completou três óperas, sendo Aleko, The Miserly Knight e Francesca da Rimini. Ele deixou incompleta a Monna Vanna, uma ópera baseada numa obra de Maurice Maeterlinck, que começou a compor em 1907.
Ele também compôs canções para voz e piano, baseado em peças de Aleksey Tolstoy, Alexandre S. Pushkin, Johann von Goethe, Percy Bysshe Shelley, Victor Hugo e Anton Tchékhov, dentre outros.

### Estilo

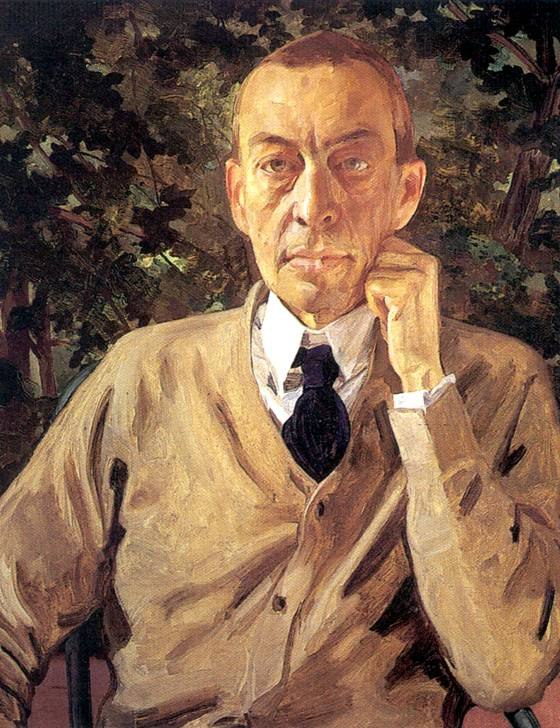
Retrato de Rachmaninoff por Konstantin Somov

O estilo de Rachmaninoff é fundamentalmente russo: sua música mostra a influência do ídolo de sua juventude, Tchaikovsky; entretanto, sua linguagem harmônica se expandiu por sobre e além de Tchaikovsky. Os motivos usados por Rachmaninoff frequentemente incluem o Dies Irae, muitas vezes apenas fragmentos da primeira frase. Isto é especialmente prevalente em Os Sinos, A Ilha dos Mortos, Rapsódia Sobre um Tema de Paganini e todas as suas sinfonias; no segundo movimento da Segunda, por exemplo, é a base para a harmonia de uma das melodias características de Rachmaninoff.
Também especialmente importante é o uso do som de sinos. Isto ocorre em muitas peças, mais notavelmente em Os Sinos, no Concerto para Piano No. 2 e no Prelúdio em Si Menor. Cânticos russos ortodoxos também eram de sua afeição. Ele os usa mais perceptivelmente em Vespers, mas muitas de suas melodias se originam desses cânticos, como o início da Sinfonia No. 1. Note-se que a melodia de abertura do Concerto para Piano No. 3 não é derivada desses cânticos, um conceito errôneo que muitos músicos têm em mente; o próprio Rachmaninoff, quando perguntado, disse que ele mesmo a havia escrito.
Em movimentos scherzo ele muitas vezes utilizou uma forma modificada de rondó, geralmente abrindo com uma ideia rítmica leve e em seguida inserindo uma "brisa fresca" na forma de uma bela melodia romântica, para então terminar a peça de uma forma similar a um scherzo. Exemplos disso podem ser encontrados no último movimento do Segundo Concerto, o scherzo da Sonata para Violoncelo e o scherzo da Segunda Sinfonia. Ele também usava frequentemente a fuga nos desenvolvimentos.
Rachmaninoff tinha um grande domínio sobre a escrita de contraponto e fuga. A ocorrência do Dies Irae supramencionada na Segunda Sinfonia é um pequeno exemplo disto. Uma característica bastante presente é também o contraponto cromático.
Seus últimos trabalhos, como o Concerto para Piano No. 4 (Op. 40, 1926) e a Variations on a Theme of Corelli (Op. 42, 1931), foram compostos com um estilo mais emocionalmente detalhista, fazendo deles os menos populares apesar da originalidade musical. Nessas últimas composições, Rachmaninoff demonstrou um maior senso de desenvolvimento comprimido e motívico em seus trabalhos à custa das melodias. Não obstante, algumas de suas mais belas – nostálgicas e melancólicas – melodias ocorrem na Terceira Sinfonia, na Rhapsody on a Theme of Paganini e nas Danças Sinfônicas, esta última sendo considerada sua canção do cisne e que faz referência ao Alliluya do Vespers e ao primeiro tema de sua Primeira Sinfonia (nenhuma das quais deve ter sido reconhecida por muitos dos ouvintes na ocasião da estreia).

## Curiosidades
- Em 1923 Rachmaninoff se introduziu no pioneirismo da aviação ao estudar os desenhos de Igor Sikorsky e, de acordo com o filho de Sikorsky, doou uma quantia de $ 5000 e disse "eu acredito em você, confio em você, pague-me de volta somente quando puder, vá, comece a fazer seus aviões".
- Na Alemanha produziu-se uma vodca chamada Rachmaninoff, em homenagem ao compositor.
- A canção popular estadunidense, All by Myself (cujo sucesso foi escrito por Eric Carmen e gravada em 1975, e mais tarde por Sheryl Crow (1994) e Celine Dion (1996), é um arranjo temático do II movimento---Adagio Sostenuto---do Concerto para Piano No. 2, Opus 18, em dó menor de Rachmaninoff.
- Eric Carmen também escreveu Never Gonna Fall in Love Again, desta vez, se baseando no III movimento---Adagio---da Sinfonia Nº2, Opus 27, em mi menor, também de Rachmaninoff.
- Em 1965, Robert Wright e George Forrest, os escritores de Kismet, escreveram um musical chamado Anya, usando a música de Rachmaninoff como base.
- O Concerto para piano n.º 2 de Rachmaninoff é mencionado no filme The Seven Year Itch ("O Pecado Mora ao Lado") de 1955, que estrelava Marilyn Monroe.
- A Rapsódia Sobre um Tema de Paganini foi trilha sonora do filme Somewhere in Time ("Em Algum Lugar do Passado"), de 1980.
- O filme Shine de 1996, sobre a vida do pianista David Helfgott, gira em torno do Concerto para piano n.° 3 de Rachmaninoff.
- O Concerto para piano n.º 2 foi uma das músicas preferidas pela Princesa Diana. Segundo o livro Diana crônicas íntimas de Tina Brown, a princesa costumava ouvi-la ao escrever cartas e em momentos de descanso.
- O Concerto para piano n.º 2 e outras obras aparecem ou são mencionadas no anime Nodame Cantabile.
- O Concerto para piano n.° 3 é brevemente mencionado no filme Homem de Ferro 2, de 2010, como Rach 3, pelo vilão Justin Hammer. é muito triste
- O Concerto para piano nº 2 é uma importante referência musical do filme Partir, revenir (título no Brasil Ir, voltar) de Claude Lelouch lançado em 1985.

## Obras
| Opus              | Título | Instrumentação                      | Data de conclusão                                                      | Excerto |
| ----------------- | --- | ----------------------------------- | ---------------------------------------------------------------------- | --- |
| Orquestra         | |                                     |                                                                        | |
|                   | Scherzo em ré menor | Orquestra                           | 1887                                                                   | |
|                   | Manfredo | Orquestra                           | 1891, perdido                                                          | |
|                   | Suíte em ré menor | Orquestra                           | 1891                                                                   | |
|                   | Sinfonia Juvenil, inacabada | Orquestra                           | 1891                                                                   | |
|                   | Príncipe Rostislav | Orquestra                           | 1891                                                                   | |
| 7                 | A rocha | Orquestra                           | 1893                                                                   | |
|                   | Dois episódios de Don Juan | Orquestra                           | 1894, perdido                                                          | |
| 12                | Capricho bohémien | Orquestra                           | 1894                                                                   | |
| 13                | Sinfonia nº 1 | Orquestra                           | 1895                                                                   | |
| 27                | Sinfonia nº 2 | Orquestra                           | 1908                                                                   | |
| 29                | ilha dos mortos | Orquestra                           | 1908                                                                   | |
| 44                | Sinfonia nº 3 | Orquestra                           | 1936                                                                   | |
| 45                | danças sinfônicas | Orquestra                           | 1940                                                                   | |
| Câmara            | |                                     |                                                                        | |
|                   | Romance em lá menor | Violino e Piano                     | 1885                                                                   | |
|                   | Quarteto de cordas nº 1 | Dois violinos, viola e violoncelo   | 1890?                                                                  | |
|                   | Lied em fá menor | violoncelo e piano                  | 1890                                                                   | |
|                   | Mélodie sobre um tema de Rachmaninoff | Violino ou violoncelo e piano       | 1890?                                                                  | |
|                   | Trio élégiaque No. 1 | Violino, Violoncelo e Piano         | 1892                                                                   | |
| 2                 | Duas peças (Prelude, Danse orientale ) | violoncelo e piano                  | 1892                                                                   | |
| 6                 | Morceaux de salon (romance, dança hongroise ) | Violino e Piano                     | 1893                                                                   | |
| 9                 | Trio élégiaque No. 2 | Piano, violino e violoncelo         | 1893, revisado em 1906 (Boosey & Hawkes ed.), 1913 (moderno russo ed.) | |
|                   | Quarteto de cordas nº 2 | Dois violinos, viola e violoncelo   | 1896?                                                                  | |
| 19                | Sonata para violoncelo | violoncelo e piano                  | 1901                                                                   | Sonata para violoncelo (Op. 19).                                                                                                |
| Piano e Orquestra | |                                     |                                                                        | |
|                   | Concerto em dó menor, projetado | Piano e Orquestra                   | 1889                                                                   | |
| 1                 | Concerto para piano nº 1 em fá menor | Piano e Orquestra                   | 1891, revisado em 1917                                                 | |
| 18                | Concerto para piano nº 2 em dó menor | Piano e Orquestra                   | 1901                                                                   | |
| 30                | Concerto para piano nº 3 em ré menor | Piano e Orquestra                   | 1909                                                                   | O Concerto para piano nº 3 (Op. 30) é notável por sua ossia maciça.                                                             |
| 40                | Concerto para piano nº 4 em sol menor | Piano e Orquestra                   | 1926, revisado em 1941                                                 | |
| 43                | Rapsódia sobre um tema de Paganini | Piano e Orquestra                   | 1934                                                                   | |
| Piano Solo        | |                                     |                                                                        | |
|                   | Étude in F ♯ major [ lost ] | Piano                               | 1886?                                                                  | |
|                   | Canção sem palavras em ré menor | Piano                               | 1887?                                                                  | |
|                   | Lento em ré menor | Piano                               | 1887?                                                                  | |
|                   | quatro peças - Romance / Andante, em F♯ menor - Prélude / Allegro, in E ♭ menor - Mélodie / Andante, em mi maior - Gavotte / Allegro, em D maior | Piano                               | 1887                                                                   | |
|                   | Três Noturnos - 1. Andante cantabile – Allegro vivace, em Fá menor (1887) - 2. Andante maestoso – Allegro assai, em fá maior (1887) - 3. Andante – Allegro moderato, em dó menor (1888) | Piano                               | 1887/88                                                                | |
|                   | Peça (Canon) em Mi menor | Piano                               | 1891                                                                   | |
|                   | Fuga em ré menor | Piano                               | 1891                                                                   | |
|                   | Prelúdio em fá maior | Piano                               | 1891                                                                   | |
| 3                 | morceaux de fantaisie - No. 1, Élégie in E ♭ menor - No. 2, Prélude in C ♯ minor - No. 3, Mélodie in E major (revisado em 1940) - Nº 4, Polichinelo - Nº 5, Serenata (revisado em 1940) | Piano                               | 1892                                                                   | Prelude in C ♯ minor (Op. 3, No. 2) é famoso por seu tema e coda.                                                               |
| 10                | Morceaux de Salon - Nº 1, Noturno em lá menor - Nº 2, Valsa em lá maior - Nº 3, Barcarolle em sol menor - Nº 4, Mélodie em mi menor - Nº 5, Humoresco em sol maior (revisado em 1940) - Nº 6, Romance em fá menor - Nº 7, Mazurka em D ♭ maior                                                                                                  | Piano                               | 1894                                                                   | |
|                   | Quatro improvisações (com Arensky, Glazunov, Taneyev ) | Piano                               | 1896                                                                   | |
| 16                | seis momentos musicaux - Nº 1 Andantino em Si ♭ menor - No. 2 Allegretto em Mi ♭ menor - Nº 3 Andante cantabile em si menor - Nº 4 Presto em Mi menor - No. 5 Adagio sostenuto em D ♭ maior - Nº 6 Maestoso em dó maior | Piano                               | 1896                                                                   | Seis momentos musicaux (Op. 16), variam em estilo do lento Andantino ao torrencial Presto.                                      |
|                   | Morceau de Fantaisie em sol menor | Piano                               | 1899                                                                   | |
|                   | Fughetta em fá maior | Piano                               | 1899                                                                   | |
| 22                | Variações sobre um tema de Chopin | Piano                               | 1903                                                                   | |
| 23                | Dez Prelúdios - Nº 1, em Fá♯ menor - Nº 2, em Si ♭ maior - Nº 3, em ré menor - nº 4, em ré maior - Nº 5, em sol menor - Nº 6, em Mi ♭ maior - Nº 7, em dó menor - Nº 8, em Lá ♭ maior - No. 9, em Mi ♭ menor - Nº 10, em Sol ♭ maior | Piano                               | 1903                                                                   | Prelude in G minor (Op. 23, No. 5) incorpora seu espírito russo.                                                                |
| 28                | Sonata para piano nº 1 | Piano                               | 1908                                                                   | |
| 32                | Treze Prelúdios - Nº 1, em dó maior - Nº 2, em Si ♭ menor - Nº 3, em Mi maior - Nº 4, em mi menor - Nº 5, em sol maior - Nº 6, em fá menor - Nº 7, em fá maior - Nº 8, em lá menor - nº 9, em lá maior - Nº 10, em si menor - Nº 11, em si maior - Nº 12, em Sol # menor - Nº 13, em Ré ♭ maior                                                 | Piano                               | 1910                                                                   | Nº 8 Lá menor ( ajuda · info ) Nº 9 Lá maior ( ajuda · info ) Nº 10 em Si menor ( ajuda · info )                                |
| 33                | Études-Tableaux - Nº 1, em fá menor - Nº 2, em dó maior - Nº 3, em dó menor - Nº 4, em ré menor - Nº 5, em Mi ♭ menor - Nº 6, em Mi ♭ maior - Nº 7, em sol menor - Nº 8, em Dó menor | Piano                               | 1911                                                                   | Étude Tableaux No. 7 em sol menor começa com arpejos suaves tocados no volume pianíssimo.                                       |
| 36                | Sonata para piano nº 2 | Piano                               | 1913, revisado em 1931                                                 | |
| 39                | Études-Tableaux - Nº 1, em dó menor - Nº 2, em lá menor - Nº 3, em Fá♯ menor - Nº 4, em si menor - Nº 5, em Mi ♭ menor - Nº 6, em lá menor - Nº 7, em dó menor - nº 8, em ré menor - nº 9, em ré maior | Piano                               | 1916                                                                   | O rítmico Étude Tableaux No. 9 em Ré maior abre em um floreio de acordes gigante.                                               |
|                   | quatro peças - Prelúdio em ré menor - Peça para piano em lá bemol maior - Esboço oriental - fragmentos | Piano                               | 1917                                                                   | |
| 42                | Variações sobre um tema de Corelli | Piano                               | 1931                                                                   | |
| Outro Piano       | |                                     |                                                                        | |
|                   | Duas Peças (Valsa, Romance) | Piano - Seis Mãos                   | 1891                                                                   | |
|                   | Rapsódia Russa | dois pianos                         | 1891                                                                   | |
| 5                 | Suite No. 1 (ou Fantaisie-Tableaux para dois pianos) | dois pianos                         | 1893                                                                   | |
|                   | Romance em sol maior | dueto de piano                      | 1894?                                                                  | |
| 11                | Seis Morceaux - Nº 1, Barcarolle - Nº 2, Scherzo - No. 3, Thème Russe - Nº 4, Valso - Nº 5, Romance - Nº 6, Slava | dueto de piano                      | 1894                                                                   | |
| 17                | Suíte nº 2 | dois pianos                         | 1901                                                                   | O primeiro movimento da Suite No. 2 (Op. 17) está cheio de acordes idiossincraticamente grandes e grossos.                      |
|                   | polca italiana | dueto de piano                      | 1906?                                                                  | |
| Transcrição       | |                                     |                                                                        | |
|                   | Transcrição de Tchaikovsky : Manfred Symphony | dueto de piano                      | 1886, perdido                                                          | |
|                   | Transcrição de Tchaikovsky: A Bela Adormecida | dueto de piano                      | 1891                                                                   | |
|                   | Transcrição de Glazunov : Sinfonia nº 6 | dueto de piano                      | 1896                                                                   | |
|                   | Paráfrase de Bizet : Minueto de L'Arlésienne | Piano                               | 1900, revisado em 1922                                                 | |
|                   | Transcrição de Franz Behr : Lachtäubchen, Op. 303 (publicado como Polka de WR ) | Piano                               | 1911                                                                   | |
|                   | Transcrição de John Stafford Smith : The Star-Spangled Banner | Piano                               | 1918                                                                   | |
|                   | Cadenza para Liszt : Rapsódia Húngara No. 2 | Piano                               | 1919                                                                   | |
|                   | Paráfrase de Kreisler : Liebesleid | Piano                               | 1921                                                                   | |
|                   | Paráfrase de Mussorgsky : Gopak de The Fair at Sorochyntsi | Piano                               | 1923                                                                   | |
|                   | Paráfrase de Schubert : Wohin? (D795/2) | Piano                               | 1925                                                                   | |
|                   | Paráfrase de Kreisler: Liebesfreud | Piano                               | 1925                                                                   | |
|                   | Paráfrase de Mussorgsky : Gopak de The Fair at Sorochyntsi | Piano e Violino                     | 1926                                                                   | |
|                   | Paráfrase de Rimsky-Korsakov : Flight of the Bumblebee | Piano                               | 1929                                                                   | |
|                   | Paráfrase de Mendelssohn : Scherzo da música incidental para Sonho de uma noite de verão de Shakespeare | Piano                               | 1933                                                                   | |
|                   | Paráfrase de Bach : movimentos da Partita No. 3 em Mi maior para violino desacompanhado (BWV 1006) | Piano                               | 1933 ou 1934                                                           | |
|                   | Paráfrase de Tchaikovsky: Lullaby (Cradle Song Op.16, No.1) | Piano                               | 1941                                                                   | |
| Óperas            | |                                     |                                                                        | |
|                   | Esmeralda, projetada |                                     | 1888                                                                   | |
|                   | Aleko ( em russo : Алеко ) |                                     | 1892                                                                   | |
| 24                | O Cavaleiro Miserável ( em russo : Скупой рыцарь ) |                                     | 1904                                                                   | |
| 25                | Francesca da Rimini ( em russo : Франческа да Римини ) |                                     | 1905                                                                   | |
|                   | Salammbô, projetado |                                     | 1906                                                                   | |
|                   | Monna Vanna, inacabada |                                     | 1908                                                                   | |
| Obras corais      | |                                     |                                                                        | |
|                   | Deus Meus | Coro Misto de Seis Partes           | 1890?                                                                  | |
|                   | Ó Mãe de Deus Rezando Perpetuamente : um Concerto Coral em Sol menor | Coro Misto                          | 1893                                                                   | |
|                   | coro de espíritos | Coro Misto                          | 1894?                                                                  | |
|                   | Canção do Rouxinol | Coro e piano misto de quatro partes | 1894?                                                                  | |
| 15                | Seis coros para vozes femininas ou infantis - ser elogiado - Noite - o pinheiro - As Ondas Adormecidas - Escravidão - O anjo | Coral Feminino ou Infantil          | 1895                                                                   | |
|                   | Panteley, o curador | Coro Misto                          | 1899                                                                   | |
| 20                | primavera, cantata | Barítono Solo, Coro e Orquestra     | 1902                                                                   | |
| 31                | Liturgia de São João Crisóstomo | Refrão                              | 1910                                                                   | |
| 35                | Os sinos | Solistas de Voz, Coro e Orquestra   | 1913                                                                   | |
| 37                | Vigília Noturna | Coro                                | 1915                                                                   | |
| 41                | Três Canções Russas | Coro e Orquestra                    | 1927                                                                   | |
| Voz Solo e Piano  | |                                     |                                                                        | |
|                   | "Mais uma vez você está agitado, meu coração" |                                     | 1890 ou 1893                                                           | |
|                   | "Nos Portões do Claustro Sagrado" |                                     | 1890                                                                   | |
|                   | Dois monólogos de Boris Godunov, ópera de Mussorgsky |                                     | 1891?                                                                  | |
|                   | "C'était en avril" |                                     | 1891                                                                   | |
|                   | "O crepúsculo estava caindo" |                                     | 1891                                                                   | |
| 4                 | Seis músicas - "Oh não, eu te imploro, não vá embora!" - "Manhã" - "No silêncio da noite secreta" - "Não cante, ó adorável" - "A Colheita da Tristeza" - "Não foi há muito tempo, meu amigo" |                                     | 1890–1893                                                              | A letra de "The Harvest of Sorrow" (Op. 4, No. 5) é baseada em um texto de Aleksei Tolstoy que lamenta uma colheita fracassada. |
|                   | "Canção dos Desencantados", |                                     | 1893?                                                                  | |
|                   | "Você se lembra da noite?" |                                     | 1893?                                                                  | |
|                   | "A Flor Morreu" |                                     | 1893                                                                   | |
| 8                 | Seis músicas - "Nenúfar" - "Minha filha, sua beleza é a de uma flor" - "Pensamentos, Reflexões" - "Eu me apaixonei, para minha tristeza" - "Um sonho" - "Oração" |                                     | 1893                                                                   | |
| 14                | Doze Canções - "Eu te espero" - "Pequena ilha" - "Quão fugaz é o prazer no amor" - "Eu estava com ela" - "Noites de Verão" - "Você é tão amado por todos" - "Não acredite em mim, amigo" - "Ah, não chore" - "Ela é tão bonita quanto o meio-dia" - "Em minha alma" - "Torrentes de Primavera" - "Está na hora!"                                |                                     | 1896                                                                   | |
|                   | "Você estava soluçando?" |                                     | 1899                                                                   | |
|                   | "Noite" |                                     | 1900                                                                   | |
| 21                | Doze Canções - "Destino" - "Por um túmulo fresco" - "Crepúsculo" - "Eles responderam" - "Lilás" - "Fragmento de 'de Musset'" - "Que Tranquilo" - "Na morte de um Linnet" - "Melodia" - "Antes do ícone" - "Eu não sou um Profeta" - "Como estou triste"                                                                                         |                                     | 1902                                                                   | |
| 26                | quinze canções - "Existem muitos sons" - "Tudo foi tirado de mim" - "Vamos Descansar" - "Duas Despedidas" - "Deixe-nos partir, meu doce" - "Cristo ressuscitou" - "Para as crianças" - "Pedir piedade" - "Estou Novamente Sozinho" - "Na minha janela" - "A fonte" - "A noite é triste" - "Ontem Nos Conhecemos" - "O anel" - "Todos os Passes" |                                     | 1906                                                                   | |
|                   | "Carta a Stanislávski" |                                     | 1908                                                                   | |
| 34                | quatorze canções - "A musa" - "Na Alma de Cada um de Nós" - "A tempestade" - "O Vento Migrante" - "Arion" - "A Ressurreição de Lázaro" - "Não pode ser" - "Música" - "Você o conhecia" - "Eu lembro desse dia" - "O Arauto" - "Que felicidade" - "Dissonância" - "Vocalise" (listado separadamente abaixo)                                      |                                     | 1912                                                                   | Vocalise (Op. 34, No. 14) é cantada sem palavras e foi arranjada para muitas combinações de instrumentos diferentes.            |
|                   | "Vocalizar" |                                     | 1915                                                                   | |
|                   | "Do Evangelho de São João" |                                     | 1915                                                                   | |
|                   | "Oração" |                                     | 1916                                                                   | |
|                   | "Todas as coisas desejam cantar" |                                     | 1916                                                                   | |
| 38                | Seis músicas - "À noite no meu jardim" - "A ela" - "Margaridas" - "O flautista" - "Dormir" - "A-oo!" |                                     | 1916                                                                   | |

## Sequência cronológica
| Composto | Opus | Título                                                                                              | Instrumentação                      |
| -------- | ---- | --------------------------------------------------------------------------------------------------- | ----------------------------------- |
| 1885     |      | Romance em lá menor                                                                                 | violino e piano                     |
| 1886     |      | Transcrição de Tchaikovsky: Manfred Symphony                                                        | dueto de piano                      |
| 1886     |      | Estudo em F ♯ maior                                                                                 | piano                               |
| 1887     |      | Lento em ré menor                                                                                   | piano                               |
| 1887     |      | Four Pieces: Romance, Prelude, Mélodie, Gavotte                                                     | piano                               |
| 1887     |      | Scherzo em ré menor                                                                                 | orquestra                           |
| 1888     |      | Três Noturnos: Andante cantabile, Andante maestoso-Allegro assai, Andante                           | piano                               |
| 1888     |      | Esmeralda                                                                                           | ópera                               |
| 1889     |      | Concerto em dó menor                                                                                | piano e orquestra                   |
| 1890     |      | Quarteto de cordas nº 1: Romance (Andante Espressivo), Scherzo (Allegro)                            | dois violinos, viola e violoncelo   |
| 1890     |      | mentiu                                                                                              | violoncelo e piano                  |
| 1890     |      | Melodie sobre um tema de Rachmaninoff                                                               | violino/violoncelo e piano          |
| 1890–1   | 1    | Concerto para piano nº 1 em fá bemol menor, revisado em 1917                                        | concerto para piano                 |
| 1890–1   |      | Transcrição de Tchaikovsky: A Bela Adormecida                                                       | dueto de piano                      |
| 1890–1   |      | Duas Peças (Valsa, Romance)                                                                         | piano seis mãos                     |
| 1890     |      | "Nos Portões do Claustro Sagrado"                                                                   | voz solo e piano                    |
| 1890     |      | "Nada Devo Te Dizer"                                                                                | voz solo e piano                    |
| 1890     |      | Deus Meus                                                                                           | coro misto de seis partes           |
| 1890–1   |      | Manfredo, poema sinfônico                                                                           | orquestra                           |
| 1891     |      | Fuga em ré menor                                                                                    | piano                               |
| 1891     |      | Suíte em ré menor                                                                                   | orquestra, solo de piano            |
| 1891     |      | Sinfonia Juvenil                                                                                    | orquestra                           |
| 1891     |      | Príncipe Rostislav, poema sinfônico                                                                 | orquestra                           |
| 1891     |      | Dois monólogos de Boris Godunov, ópera de Mussorgsky                                                | voz solo e piano                    |
| 1891     |      | "C'était en avril"                                                                                  | voz solo e piano                    |
| 1891     |      | "O crepúsculo estava caindo"                                                                        | voz solo e piano                    |
| 1891     |      | Prelúdio em fá maior                                                                                | piano                               |
| 1891     |      | Movimento sinfônico em ré menor                                                                     | orquestra                           |
| 1891     |      | Rapsódia Russa                                                                                      | dois pianos                         |
| 1891–2   | 2    | Duas peças (Prelude, Danse Orientale)                                                               | violoncelo e piano                  |
| 1892     |      | Trio élégiaque em sol menor                                                                         | violino, violoncelo e piano         |
| 1892     |      | Aleko                                                                                               | ópera                               |
| 1892     | 3    | Cinq Morceaux de Fantaisie                                                                          | piano                               |
|          |      | No. 1, Élégie in E ♭ menor                                                                          |                                     |
|          |      | No. 2, Prélude in C ♯ minor                                                                         |                                     |
|          |      | No. 3, Mélodie in E major (revisado em 1940)                                                        |                                     |
|          |      | Nº 4, Polichinelo                                                                                   |                                     |
|          |      | Nº 5, Serenata (revisado em 1940)                                                                   |                                     |
| 1893     |      | "Mais uma vez você está agitado, meu coração"                                                       | voz solo e piano                    |
| 1893     |      | "Canção dos Desencantados",                                                                         | voz solo e piano                    |
| 1893     |      | "Você se lembra da noite?"                                                                          | voz solo e piano                    |
| 1893     |      | "A Flor Morreu"                                                                                     | voz solo e piano                    |
| 1893     |      | Ó Mãe de Deus Orando Perpetuamente                                                                  | refrão misto                        |
| 1893     | 4    | Seis músicas                                                                                        | voz solo e piano                    |
|          |      | "Oh não, eu te imploro, não vá embora!"                                                             |                                     |
|          |      | "Manhã"                                                                                             |                                     |
|          |      | "No silêncio da noite secreta"                                                                      |                                     |
|          |      | "Não cante, ó adorável"                                                                             |                                     |
|          |      | "A Colheita da Tristeza"                                                                            |                                     |
|          |      | "Não foi há muito tempo, meu amigo"                                                                 |                                     |
| 1893     | 5    | Suíte nº 1 (ou Fantaisie-Tableaux)                                                                  | dois pianos                         |
| 1893     | 6    | Deux Morceaux de Salon (Romance, Danse hongroise)                                                   | violino e piano                     |
| 1893     | 7    | The Rock, poema sinfônico                                                                           | orquestra                           |
| 1893     | 8    | Seis músicas                                                                                        |                                     |
|          |      | "Nenúfar"                                                                                           |                                     |
|          |      | "Minha filha, sua beleza é a de uma flor"                                                           |                                     |
|          |      | "Pensamentos, Reflexões"                                                                            |                                     |
|          |      | "Eu me apaixonei, para minha tristeza"                                                              |                                     |
|          |      | "Um sonho"                                                                                          |                                     |
|          |      | "Oração"                                                                                            |                                     |
| 1893     | 9    | Trio élégiaque No. 2, revisado em 1906                                                              | piano, violino e violoncelo         |
| 1893–4   | 10   | Sept Morceaux de Salon                                                                              | piano                               |
|          |      | Nº 1, Noturno em lá menor                                                                           |                                     |
|          |      | Nº 2, Valsa em lá maior                                                                             |                                     |
|          |      | Nº 3, Barcarolle em sol menor                                                                       |                                     |
|          |      | Nº 4, Mélodie em mi menor                                                                           |                                     |
|          |      | Nº 5, Humoresco em sol maior (revisado em 1940)                                                     |                                     |
|          |      | Nº 6, Romance em fá menor                                                                           |                                     |
|          |      | Nº 7, Mazurka em D ♭ maior                                                                          |                                     |
| 1894     |      | coro de espíritos                                                                                   | refrão misto                        |
| 1894     |      | Canção do Rouxinol                                                                                  | coro misto de quatro partes e piano |
| 1894     |      | Romance em sol maior                                                                                | dueto de piano                      |
| 1894     | 11   | Seis Morceaux                                                                                       | dueto de piano                      |
|          |      | Nº 1, Barcarolle                                                                                    |                                     |
|          |      | Nº 2, Scherzo                                                                                       |                                     |
|          |      | No. 3, Thème Russe                                                                                  |                                     |
|          |      | Nº 4, Valso                                                                                         |                                     |
|          |      | Nº 5, Romance                                                                                       |                                     |
|          |      | Nº 6, Slava                                                                                         |                                     |
| 1894     |      | Dois episódios de Don Juan (projetados)                                                             | orquestra                           |
| 1894     | 12   | Capriccio Bohémien                                                                                  | orquestra                           |
| 1895     | 13   | Sinfonia nº 1                                                                                       | orquestra                           |
| 1894–6   | 14   | Doze Canções                                                                                        |                                     |
|          |      | "Eu te espero"                                                                                      |                                     |
|          |      | "Pequena ilha"                                                                                      |                                     |
|          |      | "Quão fugaz é o prazer no amor"                                                                     |                                     |
|          |      | "Eu estava com ela"                                                                                 |                                     |
|          |      | "Noites de Verão"                                                                                   |                                     |
|          |      | "Você é tão amado por todos"                                                                        |                                     |
|          |      | "Não acredite em mim, amigo"                                                                        |                                     |
|          |      | "Ah, não chore"                                                                                     |                                     |
|          |      | "Ela é tão bonita quanto o meio-dia"                                                                |                                     |
|          |      | "Em minha alma"                                                                                     |                                     |
|          |      | "Torrentes de Primavera"                                                                            |                                     |
|          |      | "Está na hora!"                                                                                     |                                     |
| 1895–6   | 15   | Seis coros para vozes femininas ou infantis                                                         | Coro feminino ou infantil           |
|          |      | ser elogiado                                                                                        |                                     |
|          |      | Noite                                                                                               |                                     |
|          |      | o pinheiro                                                                                          |                                     |
|          |      | As Ondas Adormecidas                                                                                |                                     |
|          |      | Escravidão                                                                                          |                                     |
|          |      | O anjo                                                                                              |                                     |
| 1896     |      | Quarteto de Cordas nº 2: Allegro Moderato, Andante molto sostenuto                                  | dois violinos, viola e violoncelo   |
| 1896     |      | Quatro improvisações (com Arensky, Glazunov, Taneyev)                                               | piano                               |
| 1896     | 16   | Six Moments Musicaux                                                                                | piano                               |
|          |      | Nº 1 Andantino em Si ♭ menor                                                                        |                                     |
|          |      | No. 2 Allegretto em Mi ♭ menor                                                                      |                                     |
|          |      | Nº 3 Andante cantabile em si menor                                                                  |                                     |
|          |      | Nº 4 Presto em Mi menor                                                                             |                                     |
|          |      | No. 5 Adagio sostenuto em D ♭ maior                                                                 |                                     |
|          |      | Nº 6 Maestoso em dó maior                                                                           |                                     |
| 1896     |      | Transcrição de Glazunov: Sinfonia nº 6                                                              | dueto de piano                      |
| 1899     |      | Morceau de Fantaisie em sol menor                                                                   | piano                               |
| 1899     |      | Fughetta em fá maior                                                                                | piano                               |
| 1899     |      | Panteley, o curador                                                                                 | refrão misto                        |
| 1899     |      | "Você estava soluçando?"                                                                            | voz solo e piano                    |
| 1900     |      | "Noite"                                                                                             | voz solo e piano                    |
| 1900     |      | Paráfrase de Bizet: Minueto de L'Arlésienne, revisado em 1922                                       | piano                               |
| 1900–1   | 17   | Suíte nº 2                                                                                          | dois pianos                         |
| 1900–1   | 18   | Concerto para piano nº 2 em dó menor                                                                | concerto para piano                 |
| 1901     | 19   | Sonata para violoncelo em sol menor                                                                 | violoncelo e piano                  |
| 1902     | 20   | Cantata de Primavera                                                                                | barítono solo, coro e orquestra     |
| 1900–2   | 21   | Doze Canções                                                                                        |                                     |
|          |      | "Destino"                                                                                           |                                     |
|          |      | "Por um túmulo fresco"                                                                              |                                     |
|          |      | "Crepúsculo"                                                                                        |                                     |
|          |      | "Eles responderam"                                                                                  |                                     |
|          |      | "Lilás"                                                                                             |                                     |
|          |      | "Fragmento de 'de Musset'"                                                                          |                                     |
|          |      | "Que Tranquilo"                                                                                     |                                     |
|          |      | "Na morte de um Linnet"                                                                             |                                     |
|          |      | "Melodia"                                                                                           |                                     |
|          |      | "Antes do ícone"                                                                                    |                                     |
|          |      | "Eu não sou um Profeta"                                                                             |                                     |
|          |      | "Como estou triste"                                                                                 |                                     |
| 1903     | 22   | Variações sobre um tema de Chopin                                                                   | piano                               |
| 1901–3   | 23   | Dez Prelúdios                                                                                       | piano                               |
|          |      | Nº 1, em Fá♯ menor                                                                                  |                                     |
|          |      | Nº 2, em Si ♭ maior                                                                                 |                                     |
|          |      | Nº 3, em ré menor                                                                                   |                                     |
|          |      | nº 4, em ré maior                                                                                   |                                     |
|          |      | Nº 5, em sol menor                                                                                  |                                     |
|          |      | Nº 6, em Mi ♭ maior                                                                                 |                                     |
|          |      | Nº 7, em dó menor                                                                                   |                                     |
|          |      | Nº 8, em Lá ♭ maior                                                                                 |                                     |
|          |      | No. 9, em Mi ♭ menor                                                                                |                                     |
|          |      | Nº 10, em Sol ♭ maior                                                                               |                                     |
| 1903–5   | 24   | O Cavaleiro Miserável                                                                               | ópera                               |
| 1904–5   | 25   | Francesca da Rimini                                                                                 | ópera                               |
| 1906     |      | Salammbô (projetado)                                                                                | ópera                               |
| 1906     |      | polca italiana                                                                                      | dueto de piano                      |
| 1906     | 26   | quinze canções                                                                                      |                                     |
|          |      | "Existem muitos sons"                                                                               |                                     |
|          |      | "Tudo foi tirado de mim"                                                                            |                                     |
|          |      | "Vamos Descansar"                                                                                   |                                     |
|          |      | "Duas Despedidas"                                                                                   |                                     |
|          |      | "Deixe-nos partir, meu doce"                                                                        |                                     |
|          |      | "Cristo ressuscitou"                                                                                |                                     |
|          |      | "Para as crianças"                                                                                  |                                     |
|          |      | "Pedir piedade"                                                                                     |                                     |
|          |      | "Estou Novamente Sozinho"                                                                           |                                     |
|          |      | "Na minha janela"                                                                                   |                                     |
|          |      | "A fonte"                                                                                           |                                     |
|          |      | "A noite é triste"                                                                                  |                                     |
|          |      | "Ontem Nos Conhecemos"                                                                              |                                     |
|          |      | "O anel"                                                                                            |                                     |
|          |      | "Todos os Passes"                                                                                   |                                     |
| 1906–7   | 27   | Sinfonia nº 2                                                                                       | orquestra                           |
| 1906–8   |      | Monna Vanna (inacabado)                                                                             | ópera                               |
| 1908     | 28   | Sonata para piano nº 1 em ré menor                                                                  | piano                               |
| 1908     |      | "Carta a Stanislávski"                                                                              |                                     |
| 1909     | 29   | A Ilha dos Mortos, poema sinfônico                                                                  | orquestra                           |
| 1909     | 30   | Concerto para piano nº 3 em ré menor                                                                | concerto para piano                 |
| 1910     | 31   | Liturgia de São João Crisóstomo                                                                     | coro misto desacompanhado           |
| 1910     | 32   | Treze Prelúdios                                                                                     | piano                               |
|          |      | Nº 1, em dó maior                                                                                   |                                     |
|          |      | Nº 2, em Si ♭ menor                                                                                 |                                     |
|          |      | Nº 3, em Mi maior                                                                                   |                                     |
|          |      | Nº 4, em mi menor                                                                                   |                                     |
|          |      | Nº 5, em sol maior                                                                                  |                                     |
|          |      | Nº 6, em fá menor                                                                                   |                                     |
|          |      | Nº 7, em fá maior                                                                                   |                                     |
|          |      | Nº 8, em lá menor                                                                                   |                                     |
|          |      | nº 9, em lá maior                                                                                   |                                     |
|          |      | Nº 10, em si menor                                                                                  |                                     |
|          |      | Nº 11, em si maior                                                                                  |                                     |
|          |      | Nº 12, em Sol menor menor                                                                           |                                     |
|          |      | Nº 13, em Ré ♭ maior                                                                                |                                     |
| 1911     |      | Transcrição de Franz Behr : Lachtäubchen, Op. 303 (publicado como Polka de WR )                     | piano                               |
| 1911     | 33   | Études-Tableaux                                                                                     |                                     |
|          |      | Nº 1, em fá menor                                                                                   |                                     |
|          |      | Nº 2, em dó maior                                                                                   |                                     |
|          |      | Nº 3, em dó menor                                                                                   |                                     |
|          |      | Nº 4, em ré menor                                                                                   |                                     |
|          |      | Nº 5, em Mi ♭ menor                                                                                 |                                     |
|          |      | Nº 6, em Mi ♭ maior                                                                                 |                                     |
|          |      | Nº 7, em sol menor                                                                                  |                                     |
|          |      | Nº 8, em Dó menor                                                                                   |                                     |
| 1910–2   | 34   | quatorze canções                                                                                    |                                     |
|          |      | "A musa"                                                                                            |                                     |
|          |      | "Na Alma de Cada um de Nós"                                                                         |                                     |
|          |      | "A tempestade"                                                                                      |                                     |
|          |      | "O Vento Migrante"                                                                                  |                                     |
|          |      | "Arion"                                                                                             |                                     |
|          |      | "A Ressurreição de Lázaro"                                                                          |                                     |
|          |      | "Não pode ser"                                                                                      |                                     |
|          |      | "Música"                                                                                            |                                     |
|          |      | "Você o conhecia"                                                                                   |                                     |
|          |      | "Eu lembro desse dia"                                                                               |                                     |
|          |      | "O Arauto"                                                                                          |                                     |
|          |      | "Que felicidade"                                                                                    |                                     |
|          |      | "Dissonância"                                                                                       |                                     |
| 1913     | 35   | Os sinos                                                                                            | solistas de voz, coro e orquestra   |
| 1913     | 36   | Sonata para piano nº 2 em si bemol menor, revisada em 1931                                          | piano                               |
| 1915     |      | "Vocalise" (incluída na op. 34 como nº 14)                                                          | voz solo e piano                    |
| 1915     |      | "Do Evangelho de São João"                                                                          | voz solo e piano                    |
| 1915     | 37   | Vigília Noturna                                                                                     | coro misto desacompanhado           |
| 1916     |      | "Oração"                                                                                            | voz solo e piano                    |
| 1916     |      | "Todas as coisas desejam cantar"                                                                    | voz solo e piano                    |
| 1916     | 38   | Seis músicas                                                                                        |                                     |
|          |      | "À noite no meu jardim"                                                                             |                                     |
|          |      | "A ela"                                                                                             |                                     |
|          |      | "Margaridas"                                                                                        |                                     |
|          |      | "O flautista"                                                                                       |                                     |
|          |      | "Dormir"                                                                                            |                                     |
|          |      | "A-oo!"                                                                                             |                                     |
| 1916     | 39   | Études-Tableaux                                                                                     | piano                               |
|          |      | Nº 1, em dó menor                                                                                   |                                     |
|          |      | Nº 2, em lá menor                                                                                   |                                     |
|          |      | Nº 3, em Fá♯ menor                                                                                  |                                     |
|          |      | Nº 4, em si menor                                                                                   |                                     |
|          |      | Nº 5, em Mi ♭ menor                                                                                 |                                     |
|          |      | Nº 6, em lá menor                                                                                   |                                     |
|          |      | Nº 7, em dó menor                                                                                   |                                     |
|          |      | nº 8, em ré menor                                                                                   |                                     |
|          |      | nº 9, em ré maior                                                                                   |                                     |
| 1917     |      | Quatro peças (prelúdio em ré menor, peça para piano em lá bemol maior, esboço oriental, fragmentos) | piano                               |
| 1918     |      | Paráfrase de John Stafford Smith: The Star-Spangled Banner                                          | piano                               |
| 1919     |      | Cadenza para Liszt: Rapsódia Húngara nº 2                                                           | piano                               |
| 1921     |      | Paráfrase de Kreisler: Liebesleid                                                                   | piano                               |
| 1923     |      | Paráfrase de Mussorgsky: Gopak de The Fair at Sorochyntsi                                           | piano                               |
| 1925     |      | Paráfrase de Schubert: Wohin? (D795/2)                                                              | piano                               |
| 1925     |      | Paráfrase de Kreisler: Liebesfreud                                                                  | piano                               |
| 1926     |      | Paráfrase de Mussorgsky: Gopak de The Fair at Sorochyntsi                                           | piano e violino                     |
| 1926     | 40   | Concerto para piano nº 4 em sol menor, revisado em 1941                                             | concerto para piano                 |
| 1927     | 41   | Três Canções Russas                                                                                 | coro e orquestra                    |
| 1929     |      | Paráfrase de Rimsky-Korsakov: Flight of the Bumblebee                                               | piano                               |
| 1931     | 42   | Variações sobre um tema de Corelli                                                                  | piano                               |
| 1933     |      | Paráfrase de Mendelssohn: Scherzo de Sonho de uma noite de verão                                    | piano                               |
| 1934     |      | Paráfrase de Bach: movimentos da Partita nº 3 em mi maior (BWV 1006)                                | piano                               |
| 1934     | 43   | Rapsódia sobre um tema de Paganini                                                                  | piano e orquestra                   |
| 1936     | 44   | Sinfonia nº 3                                                                                       | orquestra                           |
| 1940     | 45   | danças sinfônicas                                                                                   | orquestra                           |
| 1941     |      | Paráfrase de Tchaikovsky: canção de ninar                                                           | piano                               |